# Anthony Reid (Rennfahrer)

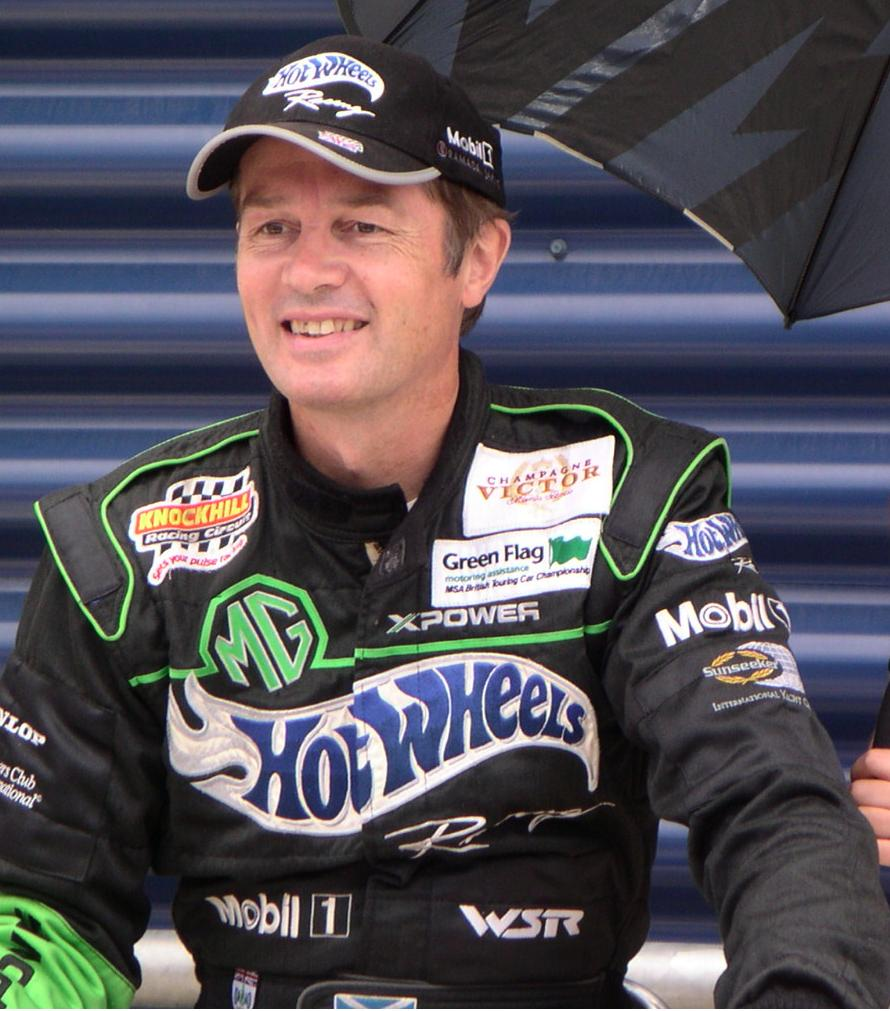
Anthony Reid 2003

Robert Anthony Maxwell Reid (* 17. Mai 1957 in Glasgow) ist ein britischer Autorennfahrer.

## Karriere als Rennfahrer
Anthony Reid fuhr viele Jahre in der Britischen Tourenwagen-Meisterschaft, wo ihm in neun Saisons der Gesamtsieg verwehrt blieb. Einem Meisterschaftserfolg nahe kam er 1998 im Nissan Primera (hinter Rickard Rydell) und 2000 im Ford Mondeo (hinter Alain Menu), als er die Saisons als Zweiter beendete.
Vor seiner Touren- und Sportwagenzeit war er ein erfolgreicher Monopostopilot. 1992 gewann er die japanische Formel-3-Meisterschaft. 1991 stand er knapp vor dem Einstieg in die Formel 1, nachdem ihm Eddie Jordan ein Cockpit in seinem neuen Team angeboten hatte. Der Einsatz im Jordan 191 scheiterte an hohen Geldforderungen. Die von Eddie Jordan geforderten 2,5 Millionen Pfund Sterling Sponsorgelder konnte Reid nicht aufbringen.
Zwischen 1990 und 2005 startete er sechsmal beim 24-Stunden-Rennen von Le Mans. Sein bestes Ergebnis erreichte er mit dem dritten Gesamtrang beim Debüt 1990.

## Statistik

### Le-Mans-Ergebnisse
| Jahr | Team                    | Fahrzeug               | Teamkollege     | Teamkollege     | Platzierung | Ausfallgrund    |
| ---- | ----------------------- | ---------------------- | --------------- | --------------- | ----------- | --------------- |
| 1990 | Alpa Racing Team        | Porsche 962C           | David Sears     | Tiff Needell    | Rang 3      |                 |
| 1991 | Konrad Motorsport       | Porsche 962C           | Franz Konrad    | Pierre Lombardi | Ausfall     | Motorschaden    |
| 1996 | Newcastle United Lister | Lister Storm GTL       | Geoff Lees      | Tiff Needell    | Rang 19     |                 |
| 2001 | MG Sport & Racing Ltd.  | MG-Lola EX257          | Jonny Kane      | Warren Hughes   | Ausfall     | kein Öldruck    |
| 2002 | MG Sport & Racing Ltd.  | MG-Lola EX257          | Jonny Kane      | Warren Hughes   | Ausfall     | Getriebeschaden |
| 2005 | Scuderia Ecosse         | Ferrari 360 Modena GTC | Andrew Kirkaldy | Nathan Kinch    | Ausfall     | Unfall          |

### Einzelergebnisse in der Sportwagen-Weltmeisterschaft
| Saison | Team              | Rennwagen   | 1   | 2   | 3   | 4   | 5   | 6   | 7   | 8   | 9   |
| ------ | ----------------- | ----------- | --- | --- | --- | --- | --- | --- | --- | --- | --- |
| 1990   | Kremer Racing     | Porsche 962 | SUZ | MON | SIL | SPA | DIJ | NÜR | DON | MOT | MEX |
| 1990   | Kremer Racing     | Porsche 962 |     | 10  | 9   | 12  | 18  | DNF | 8   | 4   |     |
| 1991   | Konrad Motorsport | Porsche 962 | SUZ | MON | SIL | LEM | NÜR | MAG | MEX | AUT |     |
| 1991   | Konrad Motorsport | Porsche 962 | DNF |     |     |     |     |     |     |     |     |